# Castel d'Andorte
Pour l’article ayant un titre homophone, voir Castel.
Le castel d’Andorte est une ancienne maison de plaisance située au no 79, rue Raymond Lavigne au sein du parc de la Chêneraie au Bouscat, dans le département français de la Gironde, en région Nouvelle-Aquitaine.
Sur un terrain ayant appartenu aux seigneurs d’Illac depuis le Xe siècle, l’édifice actuel est commandé en 1785, par l’abbé Jean de Laborde, doyen du Chapitre Saint-Seurin de Bordeaux, à  l’architecte François Lhote, sur les plans de l’architecte Victor Louis, célèbre pour avoir réalisé, notamment, le Grand-Théâtre de Bordeaux.
À partir de 1845, le docteur Joseph-Guillaume Desmaisons, neveu du célèbre docteur Joseph-Ignace Guillotin, transforme le domaine en un centre de soins psychiatriques pour patients aisés, destination qui perdure jusqu’en 1968.
Entre-temps habité pas son propriétaire, le docteur Charron, et sa famille, le domaine est racheté par la commune en 1989, puis le parc de la Chêneraie est créé l’année suivante.
Actuellement en cours de rénovation, après des années d'abandon, l’édifice et ses dépendances accueilleront un centre culturel.

## Historique

### Origines du lieu
Pour comprendre l’origine du nom des lieux, il faut remonter au Xe siècle, le domaine est alors la propriété des seigneurs d’Illac, et se nomme, en raison de sa position élevée dans le paysage alentour, Hoc-Lou, signifiant Haut-Lieu.
Plus tard le domaine prend, du fait de son isolement, le nom de En Dorte, il est alors composé d’une modeste bâtisse fortifiée entourée de bois et marécages.

### Du Moyen-Âge auXVIIIesiècle
En 1180, le Castel Endorte est élevé en seigneurie au profit d’Arnaud d’Illac, par Henri II, roi d’Angleterre et duc d’Aquitaine. La même année, il cède la forêt du Bouscat, voisine, au Chapitre Saint-Seurin de Bordeaux.
En 1270, la seigneurie passe par alliance, à la famille de Goth, qui s’en trouve par la suite dépossédé par le roi d’Angleterre, entre 1413 et 1458, à la suite d’une rebellion.
En 1459, la seigneurie est rendue à Jean de Goth, par Charles VII, roi de France, ayant reconquis l’Aquitaine en 1453. Jeanne de Goth, fille du précédent apporte la seigneurie en dot, à la suite de son mariage avec le baron de Samadat, ils en conserveront la propriété jusqu’en 1521, décédés sans descendance. La seigneurie revient par la suite à un proche parent, le seigneur de Vallier, qui la transmet à sa fille en 1545, Marthe de Vallier, et à son époux Arnaud de Ferron, conseiller au Parlement de Bordeaux.
En 1585, après la disparition des précédents, morts sans postérité, le domaine est acquis par Jeanne Larquier, qui s’en sépare cinq ans plus tard, en faveur de Pierre de Châlard, procureur. Le Chapitre Saint-Seurin, exhumant une obscure charte, prétend alors exercer un droit de suzeraineté remontant au temps du don réalisé par Arnaud d’Illac, débouchant sur un procès.
En 1611, Pierre de Châlard s’éteint, et le procès se poursuit alors avec son fils, Jean de Châlard, jusqu’en 1629, après plus de 50 000 livres de frais. Finalement, quelques années plus tard, ayant perdu son épouse et avant d’entrer dans les Ordres, il lègue à sa fille Catherine, fortune et biens. Néanmoins le roi Louis XIII, pour défaut d’hommage fait à sa personne, saisi féodalement le domaine à cette dernière et l’attribut par la suite, en échange d’une autre terre, à Pierre Duval, écuyer.
Ce dernier ce retrouve également en procès avec le Chapitre, qu’il perd une première fois, puis le second, qu’il perd aussi dure jusqu’en 1664.
La famille Duval restera en procès avec le Chapitre, de génération en génération, jusqu’en 1781, année où, de guerre lasse, Étienne Duval de Lancre, cède le domaine à l’abbé Jean de Laborde, doyen du Chapitre Saint-Seurin.

### Le domaine et l’édifice actuel
Ce dernier se retrouve avec une série de bâtisses éparses et austères, n’ayant que très peu changée depuis le Moyen-Âge, alors en très mauvais état, qu’il fait raser deux ans plus tard.
Dés 1784, il commande les plans du nouvel édifice à l’architecte Victor Louis, qui travaille alors à la conception du Grand-Théâtre de Bordeaux. C’est finalement un de ses élèves, l’architecte François Lhote, qui réalise la demeure, de 1785 à 1787.
L’abbé n’aura que peu de temps pour jouir de sa demeure, puisqu’en 1789, survient la Révolution et ce dernier choisit l'émigration. La demeure est alors confisquée comme bien national le 22 mai 1795 (3 Prairial An III), puis vendue pour 142 000 livres.
À son retour d’exil, l’abbé se voit proposé par l’acquéreur, une restitution du bien à son prix d’achat mais ce dernier refuse alors, et la bâtisse passe de mains en mains jusqu’au début du XIXe siècle.

### DuXIXesiècleà nos jours
En juin 1843, le docteur Joseph-Guillaume Desmaisons acquiert l’édifice, afin d’y créer une maison de santé psychiatrique pour patients aisées, et fait procéder à des travaux d’agrandissement des communs jusqu’en 1845, année de l’ouverture du centre de soins, après une autorisation accordée le 18 juillet 1845. 
À ses débuts, ce centre accueille seulement huit aliénés pour une pension de 1 800 francs par an. Dans les années qui suivent, dû à sa renommée, le nombre varie de 40 à 50 pensionnaires, pour des admissions atteignant 6 000 francs par an. 
En 1890, le docteur Lalanne succède au docteur Jean-Marc Dupuy de Sorges, précédent, qui était en place depuis 1858. 
En 1925, un incendie détruit deux pièces du pavillon principal, des travaux de restauration sont engagés jusqu’en 1930, année où le docteur Charon prend la direction des lieux. 
Durant la seconde guerre mondiale, il continue à exercer son métier. 
Le poète espagnol Juan Jamón Jiménez, prix de littérature en 1956, y séjourne et décrit le parc de l’établissement dans plusieurs de ses poèmes. 
En 1965, la toiture et les façades du bâtiment principal sont une première fois, inscrites aux monuments historiques. Le docteur Charon restera à la tête de l’établissement jusqu’à sa fermeture le 30 octobre 1968. Le bâtiment et son parc restent propriété de famille avant que la ville n’en fasse l’acquisition. 
En 1990, la municipalité transforme l’ancien parc en espace public, l’actuel parc de la Chêneraie. Depuis, les bâtiments restent plus ou moins inoccupés pendant une vingtaine d’années de plus. 
En 2015-2016, la municipalité mène une importante concertation avec les habitants pour le devenir de cet édifice, et c’est en accord avec eux, qu’il est décidé de transformer les lieux en centre culturel accueillant notamment une école de danse, un atelier de théâtre, un pôle multimédia et diverses salles d’exposition. 
Depuis 2022, les travaux de réhabilitation sont en cours.

## Description
Au moment de sa construction, le domaine se compose d'un pavillon principal flanqué de quatre pavillons de communs se faisant face en symétrie, mais également un jardin à la française et un parc de 11 hectares à l’origine, contre un parc à l’anglaise de 7 hectares, de nos jours.

### Intérieur
Pièce maitresse de l’ensemble, le pavillon principal se développe sur trois niveaux.

#### Le premier niveau
En rez-de-jardin, il accueille six pièces en symétrie, autour de deux pièces centrales à savoir, le péristyle d’entrée côté cour, pièce carrée dont le décor à l’antique d’origine a disparu lors de l’incendie de 1925, à la suite de sa transformation en cuisine, ainsi qu’un second péristyle côté jardin, celui-ci circulaire pourvu de quatre colonnes soutenant la pièce du dessus, devant ressembler, selon les dispositions d’origine, à une grotte aux coquillages, mais le décor ne fut jamais réalisé.
Percé d’une porte-fenêtre et de deux œils-de-bœuf, la pièce est pourvue d’un sol agrémenté d’une mosaïque fleurie, ajout des années 1840.
Lors de sa transformation en centre de soins, ce niveau accueille les bains de l’établissement et une cuisine détruite dans un incendie en 1925, reconstruite ensuite dans les communs.

#### Le second
Étage noble de l’édifice, ce niveau se compose également de huit grandes pièces et constitue les appartements de l’abbé de Laborde.
Le salon en rotonde, côté jardin, possède un décor d’époque et de style Louis XVI, toujours en place de nos jours et est la seule pièce de l’étage à n’avoir jamais été modifiée. Ce dernier est percé de deux fenêtres et une porte-fenêtre centrale donnant sur une petite terrasse, dont partait un escalier en fonte, ajouté au XIXe siècle, puis supprimé par la suite.
Ces ouvrants se reflètent de l’autre côté de la pièce sur trois menuiseries identiques mais pourvues de miroirs, dont seule celle au centre est une porte. Cette pièce possède un parquet marqueté en étoile et une cheminée en marbre de Carrare surmonté d’une boiserie à l’antique.
Le grand salon, côté cour, a perdu son décor d’origine lors de l’incendie de 1925.
Lors de la transformation des lieux au XIXe siècle, ce niveau garde sa fonction et ses décors d’origine, et devient le logement de fonction du directeur et de sa famille.

#### Le troisième
Étage en attique constitué aujourd’hui de deux grandes pièces, elles étaient à l’origine divisées chacune en plusieurs petites pièces destinées à loger le personnel. Ces cloisonnements seront détruits lors de la transformation des lieux au XIXe siècle.

### Extérieur
Construit dans le plus pur style néo-classique, l'architecture du pavillon est assez sobre, présentant, côté cour, une façade, dont la travée centrale présente, au premier étage, trois baies rectangulaires enserrées dans trois arcades, dont les cintres accueillent trois œil-de-bœuf éclairant l'attique situé au dessus, eux-mêmes décorés de guirlandes fleuries sculptées.
La façade côté jardin présente une façade pourvue d'une rotonde à pans coupés dont la fenêtre centrale est surmontée d'un fronton triangulaire, le tout également surmonté de guirlandes de fleurs. Les baies latérales en arcades au rez-de-chaussée, possèdent en leurs cintres, des bas-reliefs sculptés représentant des tonneaux de vin et de la vigne, faisant référence à la destination viticole du lieu au temps de l'abbé de Laborde.
Un escalier, ajouté au XIXe siècle et partant de la terrasse du premier étage, a aujourd'hui disparu, détruit car n'étant pas d'origine.

### Les communs
À l’origine, les communs sont au nombre de quatre, deux au nord à droite du pavillon central et deux au sud à sa gauche. 
Le premier pavillon le plus proche et à droite de l’édifice principal accueille notamment et encore de nos jours, une chapelle. Son opposé, en symétrie abrite une orangerie, tandis que les deux autres abritent offices et écuries. 
Au XIXe siècle, les communs passent de quatre petits pavillons à deux grandes ailes de bâtiments destinés à accueillir notamment, les logements des patients. 

## Protection
Le pavillon principal et les deux pavillons latéraux, dont celui incluant la chapelle, sont protégés en totalité par inscription au titre des monuments historiques par arrêté du 6 mars 2009 et le bâtiment des bains du Castel d'Andorte en totalité est inscrit par arrêté du 16 mars 2023.